# 天津英租界道路列表
天津英租界道路列表是天津英租界界内所有道路的列表。天津英租界初期规模不大，只有3条南北向道路，即中间的维多利亚道，东侧的河坝道，以及西侧的海大道；东西向道路虽有六七条，但都极短。其中怡和道及宝顺道均以洋行命名。至19世纪末租界扩展以后，陆续建成的街道达到70多条。其中许多路名以英国本土或属地城市命名，例如新加坡道、克伦坡道、剑桥道、爱丁堡道、伦敦道、都柏林道等。

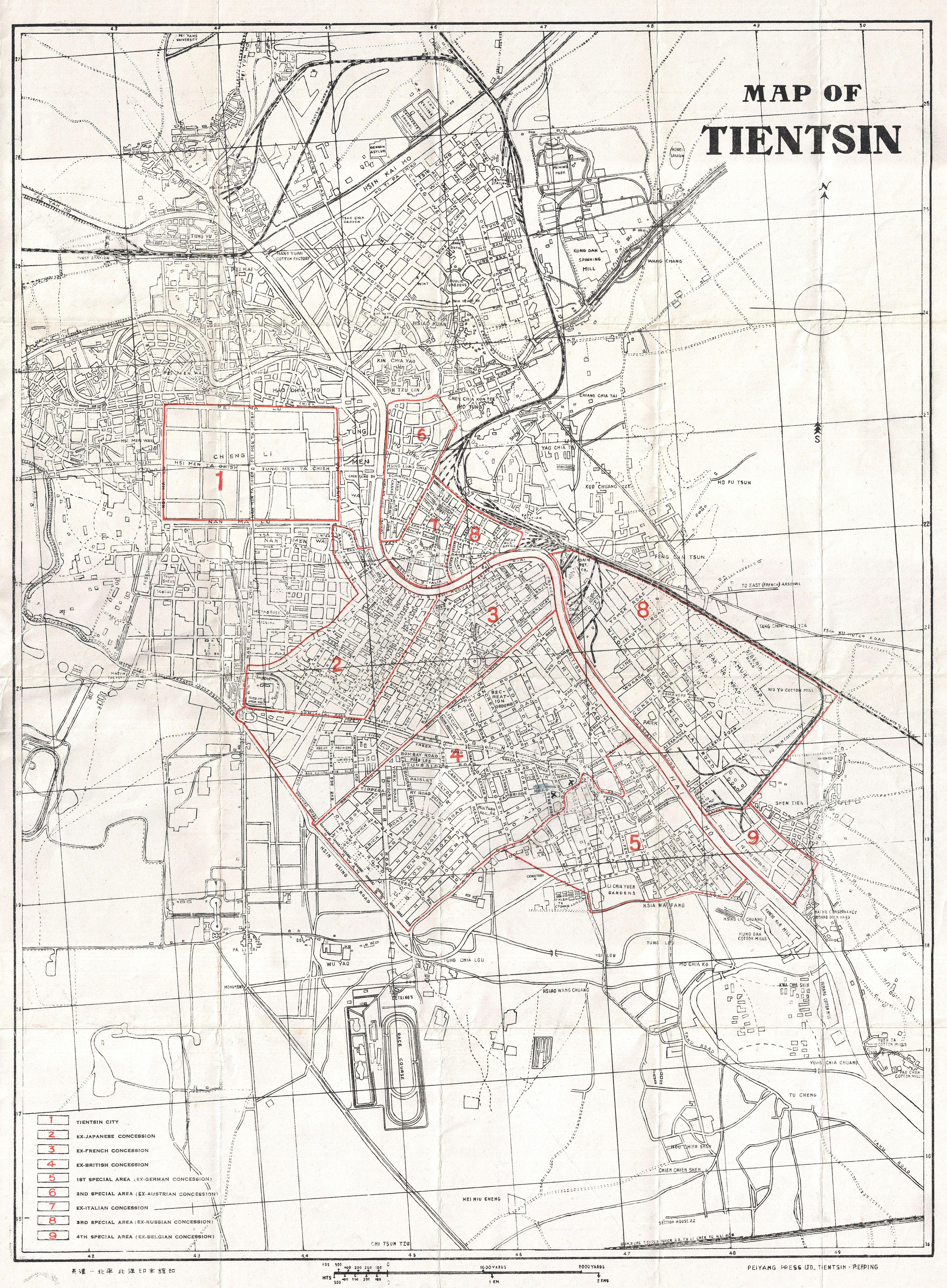

## 道路列表[1]
| 编号       | 英租界时期中文路名 | 英租界时期英文路名 | 收回后路名     | 现时路名           | 现时路段                               |
| 一号路     | 河坝道             | The Bund           | 台儿庄路       | 台儿庄路           | 营口道至开封道                         |
| 二号路     | 宝士徒道           | Bristow Road       | 营口道         | 营口道             | 台儿庄路至西康路                       |
| 三号路     | 维多利亚道（中街） | Victoria Road      | 中正路         | 解放北路           | 营口道至开封道                         |
| 四号路     | 领事道             | Consular Road      | 大同道         | 大同道             | 台儿庄路至大沽北路                     |
| 五号路     | 海大道             | Taku Road          | 大沽路         | 大沽北路           | 营口道至开封道                         |
| 六号路     | 广东道             | Canton Road        | 北平道         | 唐山道             | 山西路至大沽北路                       |
| 七号路     | 马厂道             | Race Course Road   | 马场道和浙江路 | 马场道和浙江路     | 泰安道至天津迎宾馆                     |
| 八号路     | 怡和道             | E-Wo Road          | 大连道         | 大连道             | 台儿庄路至大沽北路                     |
| 九号路     | 马开内道           | Macartney Road     | 安徽路         | 安徽路             | 烟台道至青岛道                         |
| 十号路     | 巴克斯道           | Parkes Road        | 保定道         | 保定道             | 山西路至台儿庄路                       |
| 十一号路   | 达文波道           | Davenport Road     | 杜鲁门路       | 建设路             | 营口道至开封道                         |
| 十二号路   | 宝顺道             | Pao Shun Road      | 太原道         | 太原道             | 因天津英式风情区施工、该路段不复存在。 |
| 十三号路   | 戈登道             | Gordon Road        | 湖北路         | 湖北路             | 唐山道至南京路                         |
| 十四号路   | 博罗斯道           | Bruce Road         | 烟台道         | 烟台道             | 河北路至大沽北路                       |
| 十五号路   | 内比尔道           | Napier Road        | 四川路         | 四川路             | 烟台道至泰安道                         |
| 十六号路   | 马开内道           | Macartney Road     | 青岛道         | 青岛道             | 建设路至安徽路                         |
| 十七号路   | 红墙道             | Recreation Road    | 林森路         | 新华路             | 营口道至南京路                         |
| 十八号路   | 麦达拉道           | Magdala Road       | 济南道         | 济南道             | 湖北路至四川路                         |
| 十九号路   | 盛茂道             | Seymour Road       | 河北路         | 河北路             | 营口道至南京路                         |
| 二十号路   | 咪哆士道           | Meadours Road      | 泰安道         | 泰安道             | 台儿庄路至南京路                       |
| 二十一号路 | 利斯克目道         | Liscum Road        | 山西路         | 山西路             | 营口道至南京路                         |
| 二十二号路 | 博目哩道           | Bromley Road       | 彰德道         | 彰德道             | 台儿庄路至大沽北路                     |
| 二十三号路 | 公学道             | Kung Hsueh Road    |                | 耀华路             | 该路段现已成为耀华中学内部道路。       |
| 二十四号路 | 董事道             | Council Road       | 曲阜道         | 曲阜道             | 台儿庄路至南京路                       |
| 二十五号路 |                    |                    |                |                    |                                        |
| 二十六号路 | 克森士道           | Cousins Road       | 开封道         | 开封道             | 解放北路至南京路                       |
| 二十七号路 |                    |                    |                |                    |                                        |
| 二十八号路 | 狄更生道           | Dickinson Road     | 徐州道         | 徐州道             | 解放北路至南京路                       |
| 二十九号路 | 围墙道             | Elgin Avenue       | 南京路         | 南京路             | 营口道至徐州道北半幅                   |
| 三十号路   | 开滦胡同           | Kailan Lane        | 开封道         | 开封道             | 台儿庄路至解放北路                     |
| 三十一号路 | 香港道             | Hong Kong Road     | 镇南道         | 睦南道             | 西康路至马场道                         |
| 三十二号路 | 小河道             | Creek Road         | 上海道         | 南京路             | 营口道至徐州道南半幅                   |
| 三十三号路 | 新加坡道           | Singapore Road     | 大理道         | 大理道             | 西康路至新华路                         |
| 三十四号路 | 怡丰道             | Avon Road          | 湖北路         | 湖北路             | 南京路至重庆道                         |
| 三十五号路 | 克伦坡道           | Colombo Road       | 常德道         | 常德道             | 西康路至衡阳路                         |
| 三十六号路 | 泰安道             | Tyne Road          | 香港路         | 香港路             | 马场道至重庆道                         |
| 三十七号路 | 爱丁堡道           | Edinburgh Road     | 重庆道         | 重庆道             | 昆明路至河北路                         |
| 三十八号路 | 西德尼道           | Sydney Road        | 澳门路         | 澳门路             | 洛阳道至重庆道                         |
| 三十九号路 | 剑桥道             | Cambridge Road     | 重庆道         | 重庆道             | 河北路至马场道                         |
| 四十号路   | 牛津道             | Oxford Road        | 林森路         | 新华路             | 南京路至马场道                         |
| 四十一号路 | 都柏林道           | Dublin Road        | 郑州道         | 郑州道             | 新华路至南京路                         |
| 四十二号路 | 摩西道             | Mersey Road        | 南海路         | 南海路             | 洛阳道至重庆道                         |
| 四十三号路 | 达克拉道           | Douglas Road       | 洛阳道         | 洛阳道             | 湖南路至澳门路                         |
| 四十四号路 | 威灵顿道           | Wellington Road    | 河北路         | 河北路             | 南京路至马场道                         |
| 四十五号路 | 伦敦道             | London Road        | 成都道         | 成都道             | 西康路至南京路                         |
| 四十六号路 | 西芬道             | Severn Road        | 湖南路         | 湖南路             | 成都道至重庆道                         |
| 四十七号路 | 福发道             | Forfar Road        | 岳阳道         | 岳阳道             | 西康路至西安道                         |
| 四十八号路 | 三安道             | Shannon Road       | 山西路         | 山西路             | 南京路至成都道                         |
| 四十九号路 | 伯斯道             | Perth Road         | 长沙路         | 长沙路             | 南京路至西安道                         |
| 五十号路   | 马耳他道           | Malta Road         | 衡阳路         | 衡阳路             | 大理道至重庆道                         |
| 五十一号路 | 匹伯利道           | Peebles Road       | 苍梧路         | 苍梧路             | 西安道至潼关道                         |
| 五十二号路 | 加的夫道           | Cardiff Road       | 长沙路         | 长沙路             | 西安道至重庆道                         |
| 五十三号路 | 益世宾道           | Eastbourne Road    | 柳州路         | 柳州路             | 营口道至武昌路                         |
| 五十四号路 | 孟买道             | Bombay Road        | 潼关道         | 潼关道             | 柳州路至长沙路                         |
| 五十五号路 | 约克道             | York Road          | 南宁路         | 南宁路             | 西安路至武昌路                         |
| 五十六号路 | 敦桥道             | Tonbridge Road     | 西安道         | 西安道             | 营口道至河北路                         |
| 五十七号路 | 大北道             | Derby Road         | 贵州路         | 贵州路             | 营口道至西康路                         |
| 五十八号路 | 克兰特道           | Clyde Road         | 芷江路         | 芷江路             | 成都道至岳阳道                         |
| 五十九号路 | 林莫克道           | Limerick Road      | 沙市道         | 沙市道             | 西康路至武昌路                         |
| 六十号路   | 培思类道           | Paisley Road       | 襄阳道         | 襄阳道             | 柳州路至岳阳道                         |
| 六十一号路 | 格林威道           | Greenwich Road     | 宜昌道         | 宜昌道             | 西康路至云南路                         |
| 六十二号路 | 得列道             | Delbi Road         | 广西路         | 广西路             | 成都道至岳阳道                         |
| 六十三号路 | 文赛道             | Windsor Road       | 汉阳道         | 汉阳道             | 西康路至贵州路                         |
| 六十四号路 | 体伯瑞道           | Tinperary Road     | 汉口道         | 汉口东道和汉口西道 | 贵州路至岳阳道                         |
| 六十五号路 |                    |                    |                |                    |                                        |
| 六十六号路 | 格拉斯哥道         | Glasgow Road       | 桂林路和武昌路 | 桂林路和武昌路     | 南宁路至马场道                         |
| 六十七号路 |                    |                    |                |                    |                                        |
| 六十八号路 | 登百敦道           | Dumbarton Road     | 云南路         | 云南路             | 营口道至马场道                         |
| 六十九号路 |                    |                    |                |                    |                                        |
| 七十号路   | 康伯兰道           | Cumberland Road    | 昆明路         | 昆明路             | 马场道至成都道                         |
| 七十一号路 |                    |                    |                |                    |                                        |
| 七十二号路 | 奥克尼道           | Orkney Road        | 昆明路         | 昆明路             | 成都道至营口道                         |
| 七十三号路 |                    |                    |                |                    |                                        |
| 七十四号路 | 海光寺道           | Hai Kwan Sou       | 西康路         | 西康路             | 营口道至马场道                         |

## 内部链接
- 天津法租界道路列表
- 天津日租界道路列表
- 天津德租界道路列表